# Kaye Coppoolse
Kaye Coppoolse (Holanda, 3 de enero de 1991) es un futbolista neerlandés. Juega de delantero y su equipo actual es el SC Veendam de la Eredivisie de los Países Bajos.

## Clubes
| Club          | País         | Año       |
| ------------- | ------------ | --------- |
| De Graafschap | Países Bajos | 2010-2012 |
| SC Veendam    | Países Bajos | 2012-     |